# 石阿失毕
石阿失毕，后突厥汗国火拔部（约在今蒙古国科布多省南）首领（颉利发），归降唐朝后封为燕北郡王。
开元二年（714年）二月初七，后突厥可汗默啜他的儿子同俄特勒、妹夫火拔颉利发石阿失毕率兵围攻北庭都护府，右骁卫将军、安西都护郭虔瓘将突厥兵击败，同俄特勒逼近城下，被郭虔瓘埋伏在路旁的勇士斩首。突厥人请求用军中的所有物资换回同俄特勒，得知他已被杀死后，恸哭而去。石阿失毕因折损了可汗之子同俄特勒，不敢回突厥。二月二十五日，石阿失毕携其妻儿投奔唐朝，被唐玄宗任命为左卫员外大将军（《资治通鉴》作右卫大将军），封燕北郡王，其妻被册封为金山公主，赐宅一区，奴婢十人，马十匹，物千段。开元八年（720年）秋，唐玄宗要下诏伐突厥，以拔悉蜜右骁卫大将军金山道总管处木昆执米啜、坚昆都督右武卫大将军骨笃禄毗伽可汗、契丹都督李失活、奚都督李大酺、突厥默啜子左贤王墨特勒、左威卫将军右贤王阿史那毗伽特勒、燕山郡王火拔石失毕等人统率蕃汉将士三十万，以御史大夫、朔方道大总管王晙为主帅，合兵会师稽落水上，让拔悉蜜、奚、契丹分路攻打突厥牙帐，捕拿默棘连。其子火拔归仁。